# Cimetière de Saint-Ferjeux
Le cimetière de Saint-Ferjeux est un cimetière situé dans le quartier de Saint-Ferjeux, à Besançon (Franche-Comté).

## Histoire
L'origine du cimetière est incertaine ; cependant sa création ne dépendait pas de la réédification de la basilique Saint-Ferjeux, puisqu'elle fut bâtie de 1884 à 1901 et que plusieurs sépultures sont bien plus anciennes. Une statue de Just Becquet est située au bout de l'allée principale qui donne sur un petit espace militaire. Plusieurs tombes et mausolées sont particulièrement remarquables.

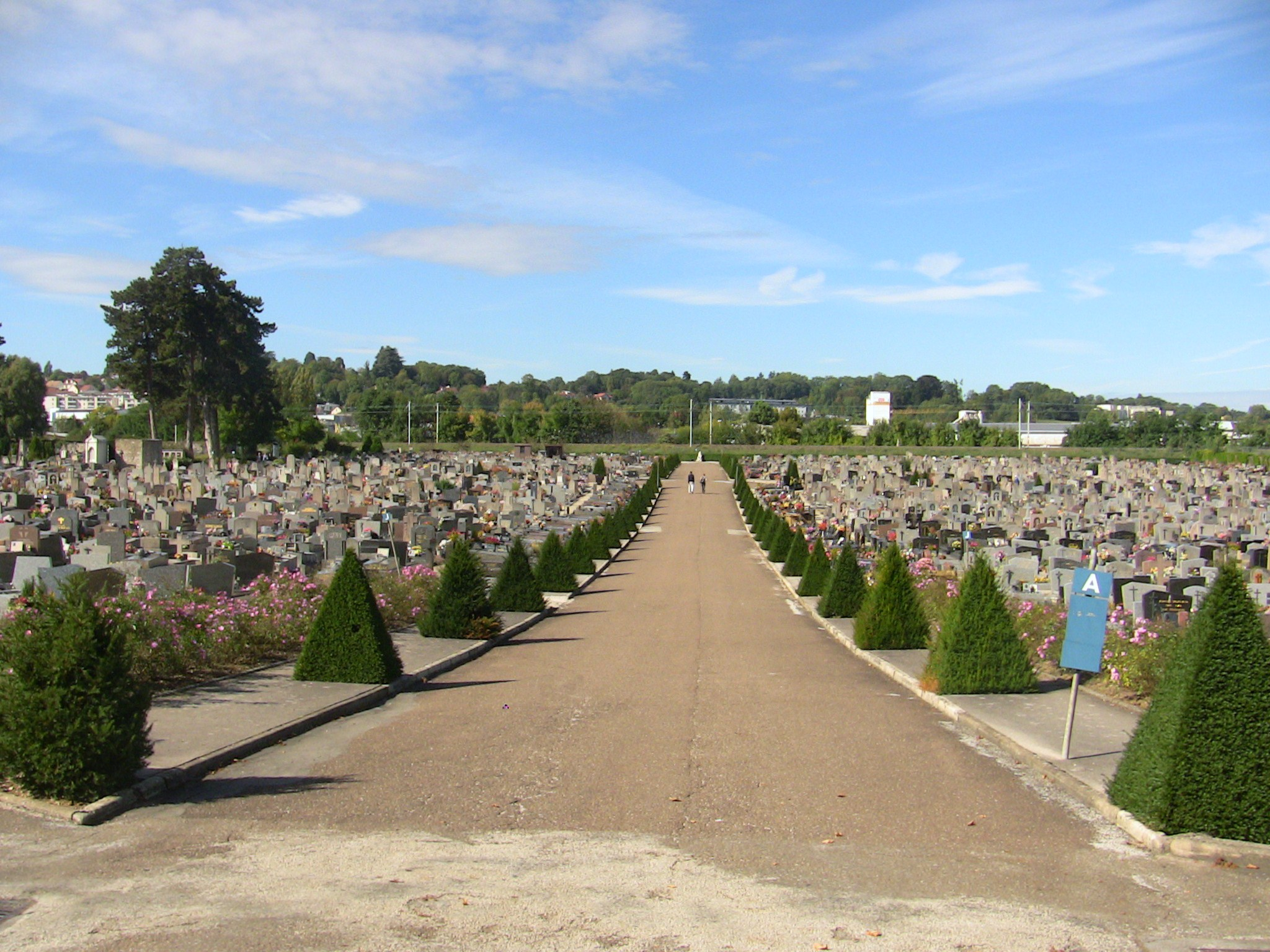
Allée principale
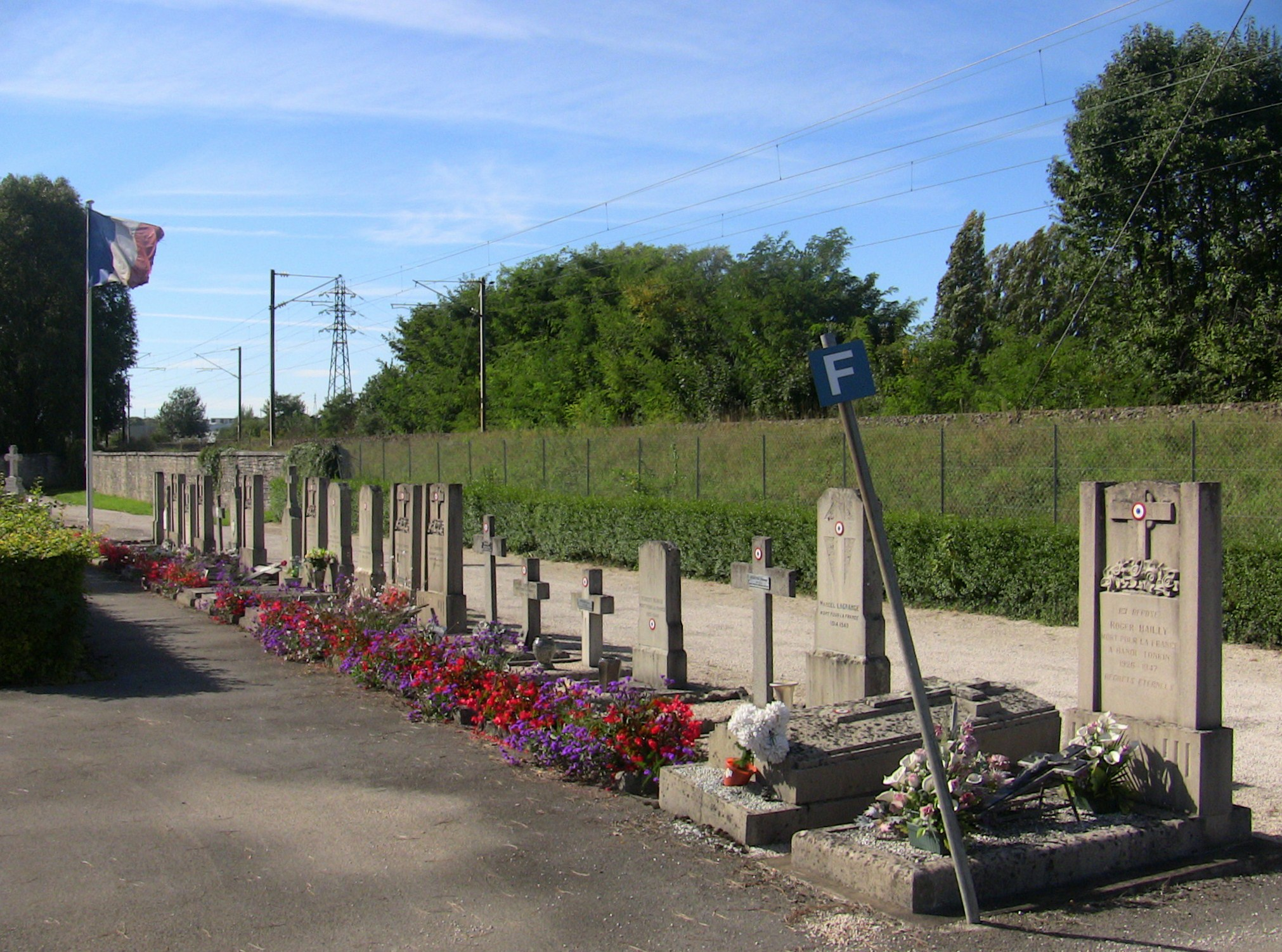
Espace militaire.
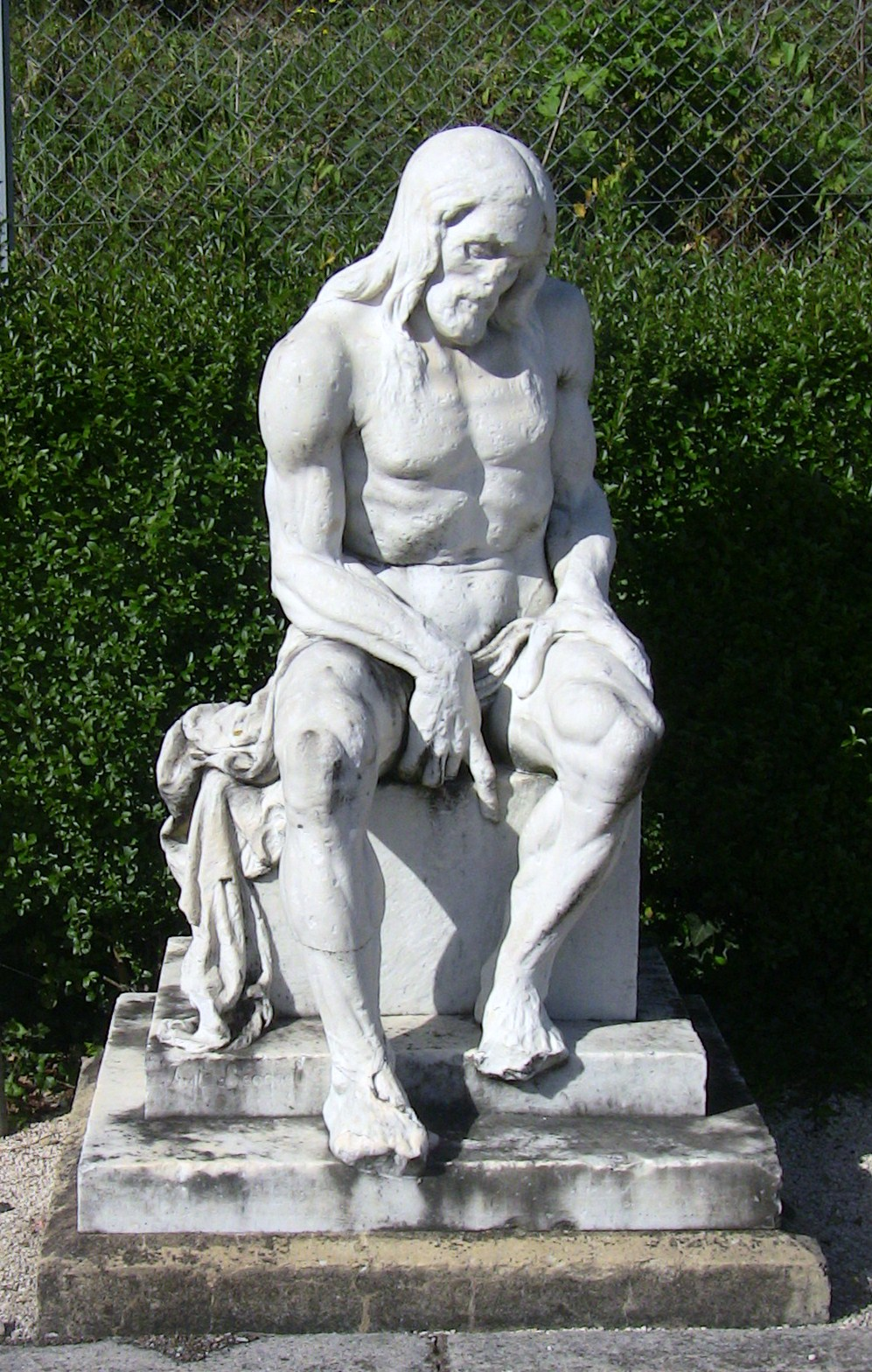
Statue signée Just Becquet.
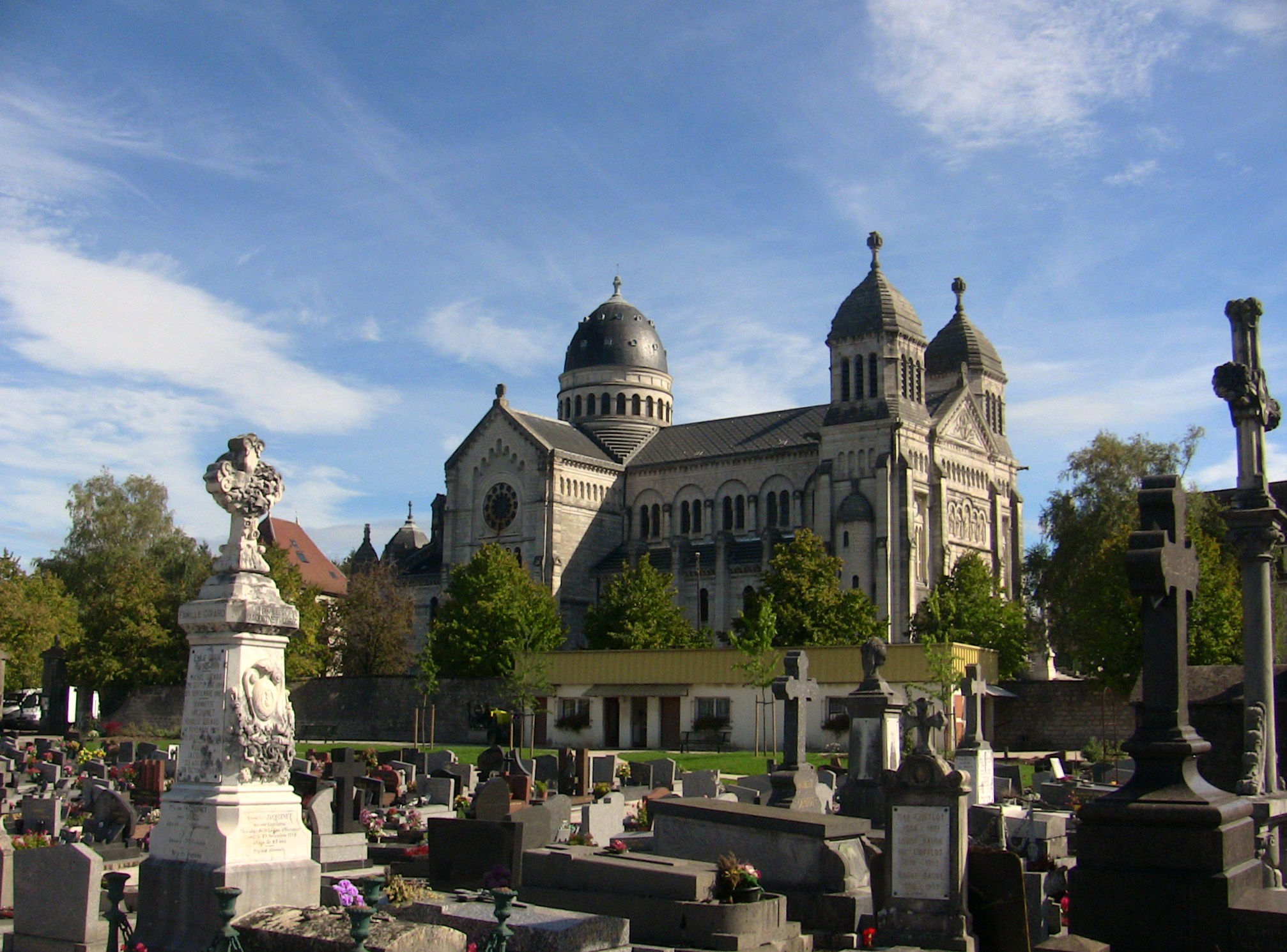
Le cimetière et la basilique Saint-Ferjeux.
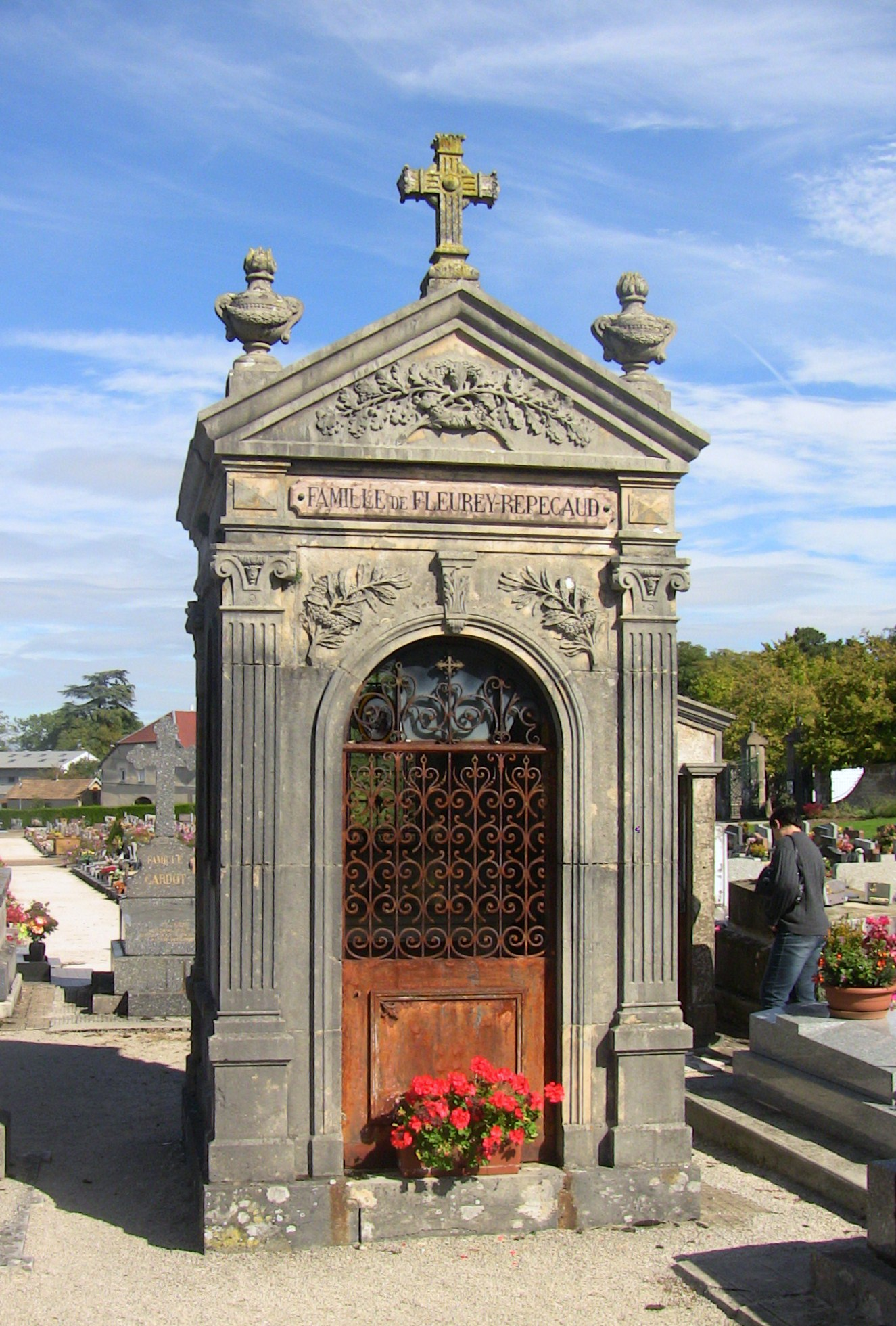
Tombe famille de Fleurey-Repecaud.

## Personnalités enterrées
- Fernand Belot, résistant ;
- Auguste Castan, historien ;
- Gabriel Plançon, résistant ;
- Paul Grenier, résistant ;
- Claude Greset, résistant ;
- Jean de Gribaldy, sportif ;
- Jules Haag, mathématicien ;
- Pierre-Adrien Pâris, architecte ;
- Louis Vieille, résistant ;
- Charles Weiss, bibliothécaire.